# Markus Kutter
Markus Kutter (* 9. Oktober 1925 in Beggingen; † 26. Juli 2005 in Basel) war ein Schweizer Historiker, Werber, Publizist und Politiker.

## Leben
Kutter, Sohn des Pfarrers Hermann Kutter (1893–1980) und ein Enkel des Theologen Hermann Kutter sowie ein Urenkel von Wilhelm Rudolf Kutter, besuchte das Humanistische Gymnasium in Basel und studierte anschliessend in Basel, Paris, Genf und Rom. Er promovierte 1954 mit einer Dissertation über den italienischen Glaubensflüchtling Celio Secondo Curione.
Kutter trat 1953 als Redaktor in die Basler Chemiefirma Geigy ein, wo er bis 1958 eine Informationsabteilung aufbaute und leitete. Im Jahre 1959 gründete er zusammen mit Karl Gerstner die Werbeagentur Gerstner + Kutter. Gerstner schreibt: Uns schwebt eine Art Bauhaus vor, aber nicht als Schule, sondern als Geschäft. Kutter weiss mit Geld umzugehen; besser jedenfalls als ich. Dass wir beide immer noch keine Ahnung von Werbung haben, ist ein Glück. Die Branche schüttelt den Kopf, aber für manche Kunden ist unsere Unbefangenheit genau das, was sie suchen. 1962 stiess Paul Gredinger († 2013) dazu, es entstand die GGK (Gerstner, Gredinger & Kutter), die über die Schweiz hinaus Aufsehen mit einigen ihrer Werbekampagnen erregte. Beeinflusst von US-Agenturen wie Doyle, Dane, Bernbach sowie dem Werberebellen Howard Gossage, prägten die ironischen Texte von Kutter die GGK-Werbung etwa für die Airline Swissair. 
In der seit Mitte der 1960er Jahre international erfolgreichen GGK blieb er bis zum Jahre 1975, als er seine Anteile an Gredinger verkaufte. Anschliessend betätigte er sich als Unternehmensberater, und Ende der 1970er Jahre war er kurze Zeit designierter Direktor der nationalen Gartenbau-Ausstellung Grün 80. Er beschäftigte sich mit den Medien Lokalradio, Videotext und Bildplatten; 1983 gründete er die Alphaville AG, Agentur für Publizität mit Sitz in Basel.

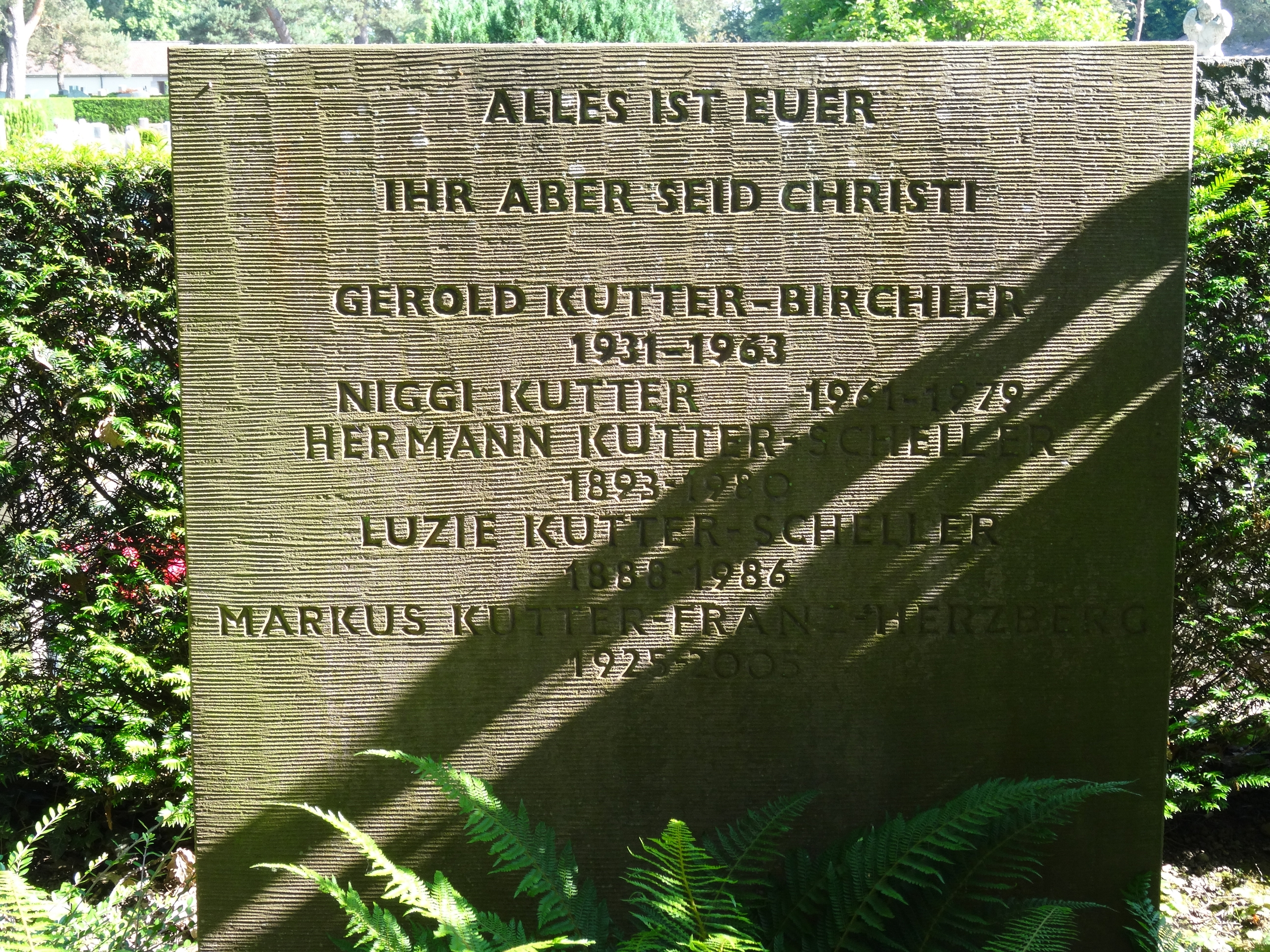
Grab, Friedhof am Hörnli

Kutter war ein beachteter Basler und auch Schweizer Publizist, der bei Zeitungen mitarbeitete und immer wieder seine Berufs- und Lebenserfahrungen als Literat und Sachbuchautor darstellte. Im Jahre 1955 gab Kutter zusammen mit Max Frisch und Lucius Burckhardt das bekannte Buch achtung: die Schweiz heraus. In diesem Werk wurde vorgeschlagen, auf die Landesausstellung Expo64 zu verzichten und stattdessen eine Musterstadt zu bauen, was aber nicht umgesetzt wurde. Ein Schwerpunkt seiner späteren Publizistik waren auch die Basler und Schweizer Geschichte, insbesondere die Zeit von der Helvetik bis zur Gründung des schweizerischen Bundesstaates. In diesem Zusammenhang gründete er 1989 die Peter Ochs Gesellschaft. Kutter schrieb auch das Drehbuch des Spielfilms Der Tod zu Basel (Regie: Urs Odermatt) und den Text zu einem nicht aufgeführten Festspiel über Peter Ochs.
Kutter vertrat von 1992 bis 1997 die Liberal-demokratische Partei im baselstädtischen Grossen Rat, dem Kantonsparlament. 2002 wurde er in den Verfassungsrat gewählt, der im Herbst 2005 die neue Kantonsverfassung dem Volk zur Abstimmung vorlegte. Kutter betrieb auch eine Volksinitiative zum Beitritt des Kantons Basel-Stadt zum Kanton Basel-Landschaft, um die 1833 erfolgte Kantonstrennung aufzuheben.
Markus Kutter heiratet 1973 Irène Marcellina Preiswerk. Nach der Scheidung heiratete er 1982 Gisela Franz-Herzberg. Seine letzte Ruhestätte fand Kutter auf dem Friedhof am Hörnli.

## Werke (Auswahl)
- Naeman. Ein Mann der Form, Vineta Verlag, Basel 1950
- Der arme Jacques von Bourbon, Handschin Verlag, Basel 1951
- Celio Secondo Curione. Leben und Werk, Dissertation, Helbing Lichtenhahn, Basel 1955
- Wir selber bauen unsere Stadt, zusammen mit Lucius Burckhardt, Handschin Verlag, Basel 1953
- achtung: die Schweiz. Ein Gespräch zwischen Lucius Burckhardt, Max Frisch und Markus Kutter, Handschin Verlag, Basel 1955
- Die neue Stadt. Beiträge zur Diskussion von Lucius Burckhardt, Max Frisch und Markus Kutter, Handschin Verlag, Basel 1956
- Schiff nach Europa. Synthetischer Roman, Verlag A. Niggli, Teufen 1957
- Inventar mit 35, Verlag A. Niggli, Teufen 1961
- Sachen und Privatsachen. Notizen aus dem Standort Schweiz, Walter, Olten 1964
- Abschied von der Werbung, Verlag A. Niggli, Teufen 1976
- Vorwärts zur Natur – was war damit gemeint? Verlag A. Niggli, Teufen 1978
- Mini-Werbelexikon der dreissiger Jahre in: Margit Weinberg Staber. Werbestil 1930-1940. Die alltägliche Bildersprache eines Jahrzehnts, Zürich 1981.
- Werbung in der Schweiz, Ringier, Zofingen 1983
- Die Basler vor 200 Jahren. Herausgabe eines Textes von Christian Cajus Lorenz Hirschfeld samt Einleitung, Verlag Nachtmaschine, Basel 1985
- Kopfgeburt einer Nation: Das Dreieckland, Wiese Verlag, 1988
- Vom Mediensalat zur Dialoggesellschaft, Reinhardt Verlag, Basel 1989
- Anlässe und Anstösse. Wieder eingesammelte Aufsätze und Texte, Reinhardt Verlag, Basel 1990
- Edelweiss und bunte Smarties. Neue Schlager für die 700-jährige Eidgenossenschaft, Reinhardt Verlag, Basel 1991
- Europa – Stelldichein am Oberrhein, Basler Zeitung, Basel 1991
- Von der Schwierigkeit bei der Restaurierung des Peter Ochs-Bildes. In: Basler Zeitschrift für Geschichte und Altertumskunde, Bd. 92, 1992, S. 119–137. (doi:10.5169/seals-118316#122).
- Die Schweizer und die Deutschen, Ammann Verlag, Zürich 1995
- Der Anfang der modernen Schweiz, Ammann Verlag, Zürich 1996
- Doch dann regiert das Volk. Ein Schweizer Beitrag zur Theorie der direkten Demokratie, Ammann Verlag, Zürich 1996
- Eine Schweiz von Napoleons Gnaden, Christoph Merian Verlag, Basel 1997
- Die Schweiz von vorgestern, Christoph Merian Verlag, Basel 1997
- Jetzt wird die Schweiz ein Bundesstaat, Christoph Merian Verlag, Basel 1998
- Die lange Legislaturperiode – Ein Tagebuch aus dem Grossen Rat Basel-Stadt, 1998
- Der modernen Schweiz entgegen, Christoph Merian Verlag, Basel 1998, ISBN 3-85616-082-5
- Die Schweiz im 20. Jahrhundert (Sonderdruck der Basler Zeitung im Zeitungsformat), 2001
- Mit Frauen ein Theater bauen, Verlag Nachtmaschine, Basel 2002
- Ortstermin – Gedichte, Verlag Nachtmaschine, 2005, ISBN 3-85816-108-X
- Reinhardt Stumm (Hrsg.): Markus Kutter – Nachlese: Fundstücke aus dem Textarchiv, Christoph Merian Verlag, Basel 2009

## Auszeichnungen
- 1983 – Ernst-Schneider-Preis